# Spanien i Eurovision Song Contest 2012
Spanien deltog i Eurovision Song Contest 2012 i Baku i Azerbajdzjan.

## Internt val
Den 21 december meddelade Televisión Española (TVE) att Pastora Soler skulle representera landet i Baku. Det var första gången sedan 2006 som bidraget hade valts internt. Däremot bestämdes låten i en national final.

## Finalen
Pastora Soler sjöng tre kandidat låtar i en tv-sänd final som hölls 3 mars i Prado del Rey studios i Pozuelo de Alarcón (Comunidad de Madrid).                               Kandidatlåtarna valdes från hennes senaste album "Una mujer como yo" som släpptes i oktober 2011 och från kompositörer som normalt jobbar med henne, istället för okända låtskrivare. 
En av de tre finallåtarna valdes genom en internetröstning där två låtar tävlade om den sista platsen i finalen. Internetröstningen hölls mellan 15 februari och 20 februari och användare kunde lägga ned en röst. De övriga två finallåtarna valdes av Pastora Soler och hennes team.
I finalen utsågs vinnarlåten genom en 50% juryröstning och 50% telefonröstning.

### Internetröstningen
| Nr | Låt                | Text (l) / Musik (m)                                               | Röster | Resultat   |
| -- | ------------------ | ------------------------------------------------------------------ | ------ | ---------- |
| 1  | "Ahora o nunca"    | José Abraham (m&l)                                                 | 2 265  | Till final |
| 2  | "Me despido de ti" | Marco Deltoni (m&l), Xerónimo Manzur (m&l), Javier Rodríguez (m&l) | 1 750  | Utslagen   |

### Finalen
| Nr | Låt                  | Text (l) / Musik (m)                                            | Jury | Telefoneröster | Totalt | Resultat |
| -- | -------------------- | --------------------------------------------------------------- | ---- | -------------- | ------ | -------- |
| 1  | "Tu vida es tu vida" | Max Miona (m), Eleonora Giudizi (m), Juan María Montes (l)      | 26   | 30             | 56     | 2        |
| 2  | "Quédate conmigo"    | Thomas G:son (m), Tony Sánchez-Ohlsson (m&l), Erik Bernholm (m) | 36   | 36             | 72     | 1        |
| 3  | "Ahora o nunca"      | José Abraham (m&l)                                              | 28   | 24             | 52     | 3        |

## Vid Eurovision
Eftersom Spanien är medlem i "Big Five", blev landet direktkvalificerade till finalen den 26 maj. Där hade de startnummer 19. De hamnade på 10:e plats med 97 poäng. Spanien fick poäng från 18 av de 41 röstande länderna. De fick 12 poäng av Portugal och 10 poäng av Israel. De fick även 8 poäng från Schweiz och Storbritannien.
Spanien röstade i den första semifinalen.